# Robert von Zimmermann
Robert von Zimmermann o Robert Zimmermann (Praga, 2 de novembre de 1824 - 1 de setembre de 1898) va ser un filòsof txec, dedicat a l'estudi de l'estètica.
Va estudiar filosofia, matemàtiques i ciències naturals a les universitats de Praga i Viena. Després de treballar com a assistent en l'Observatori de Viena, va ser professor de filosofia a la Universitat d'Olomouc (1850), la Karls-Universität de Praga (1852) i la Universitat de Viena (1861). En la seva principal obra, Estètica (1858-1865), va efectuar una classificació de les arts dividides en "representació material" (arquitectura i escultura), "representació perceptiva" (pintura i música) i "representació del pensament" (literatura).

## Obres
- Leibnitz' Monadologie. Deutsch mit einer Abhandlung Über Leibnitz' und Herbart's Theorieen des wirklichen Geschehens von Dr. Robert Zimmermann. Viena, 1847;
- Leibnitz und Herbart. Eine Vergleichung ihrer Monadologien; gekrönte Preisschrift von Robert Zimmermann. Viena, 1849;
- Was erwarten wir von der Philosophie?. Praga, 1852;
- Das Rechtsprinzip bei Leibnitz. Ein Beitrag zur Geschichte der Rechtsphilosophie. Viena, 1852;
- Philosophische Propädeutik. Viena, 1852;
- Über das Tragische und die Tragödie. Viena, 1856;
- Ästhetik. Viena, 1858-1865;
- Studien und Kritiken zur Philosophie und Ästhetik. Viena, 1870;
- Samuel Clarkes Leben und Lehre. Viena, 1870;
- Anthroposophie im Umriß. Viena, 1882;
- Leibnitz bei Spinoza. Eine Beleuchtung der Streitfrage. Viena, 1890.